# Saint-Hilaire-la-Croix

Saint-Hilaire-la-Croix este o comună în departamentul Puy-de-Dôme, Franța. În 1 ianuarie 2022 avea o populație de 372 de locuitori.